# ستبردم روتشیلد
ستبردم روتشیلد (نام علمی: Paramurexia rothschildi) نام یک گونه از تیره ستبردمان است.